# Quills
Quills is een historische dramafilm uit 2000 onder regie van Philip Kaufman. Het verhaal is een verfilming van het gelijknamige toneelstuk van Doug Wright, die dit zelf bewerkte tot filmscenario. De film gaat over de laatste dagen in het leven van de controversiële schrijver Markies de Sade, die is opgesloten in een gesticht, op verzoek van keizer Napoleon.
Quills werd genomineerd voor de Academy Awards voor beste hoofdrolspeler (Geoffrey Rush), beste artdirection en die voor beste kostuums. Twintig andere prijzen werden de film daadwerkelijk toegekend, waaronder Golden Satellite Awards voor Rush en Wright en National Board of Review Awards voor beste film en beste bijrolspeler (Joaquin Phoenix).

## Korte inhoud
Om hem weg te houden van de rest van de wereld is Markies de Sade (Geoffrey Rush) opgesloten in het gesticht asile de Charenton. Het knappe en onschuldige kamermeisje Madeleine le Clerc (Kate Winslet) voorziet iedereen in het gesticht van schoon linnengoed. Door zijn manuscripten daarin te verbergen, lukt het hem via haar toch zijn provocerende verhalen te publiceren. Als wordt ontdekt dat zij hem hiermee helpt, komen het belang van de vrijheid van meningsuiting en de controlerende behoefte van de overheid met elkaar in botsing.

## Rolverdeling
| Acteur               | Personage                                       |
| -------------------- | ----------------------------------------------- |
| Geoffrey Rush        | Markies de Sade                                 |
| Kate Winslet         | Madeleine 'Maddy' le Clerc                      |
| Joaquin Phoenix      | Abbe du Coulmier                                |
| Michael Caine        | Dr. Royer-Collard                               |
| Billie Whitelaw      | Madame LeClerc, Madeleines moeder               |
| Patrick Malahide     | Delbené                                         |
| Amelia Warner        | Simone                                          |
| Jane Menelaus        | Renee Pelagie                                   |
| Stephen Moyer        | Prouix                                          |
| Tony Pritchard       | Valcour                                         |
| Michael Jenn         | Cleante                                         |
| Stephen Marcus       | Bouchon / Beul                                  |
| Ron Cook             | Napoleon Bonaparte                              |
| Elizabeth Berrington | Charlotte                                       |
| Edward Tudor-Pole    | Franval                                         |
| George Antoni        | Dauphin                                         |
| Danny Babington      | Pitou                                           |
| Rebecca Palmer       | Michette                                        |
| Tom Ward             | Ruiter                                          |
| Diana Morrison       | Mademoiselle Renard (jonge vrouw op guillotine) |
| Lisa Hammond         | Prostituee                                      |